# 성검전설 DS: 칠드런 오브 마나
《성검전설 DS: 칠드런 오브 마나》는 닌텐도 DS 기종으로 제작된 2006년 액션 롤플레잉 게임이다. 2003년작 《신약 성검전설》 이후 발매한 《성검전설》 시리즈 여섯 번째 작품이다.  스퀘어 에닉스와 넥스 엔터테인먼트가 공동개발했으며, 배급은 일본 내에선 스퀘어 에닉스가, 그 외 지역에선 닌텐도가 맡았다. 서양 지역에선 《칠드런 오브 마나》라는 제목으로 출시됐다.
하이 판타지 세계를 무대로 네 영웅 중 하나를 택해 자신들의 가족을 죽인 대재앙에 대한 진실을 파헤치는 내용을 담았다. 시리즈 고유의 특징인 실시간 전투 시스템 등이 존재하나, 임의로 생성되는 레벨들을 돌파하는 액션 위주의 던전 크롤 게임플레이 방식을 채택했다. 여타 《성검전설》 게임들과 같이 협동 플레이를 지원한다.
게임 디자인은 시리즈 총괄 제작자 이시이 코이치가 맡았으며, 디렉터는 이토 요시키, 프로듀서는 오리카타 타카시와 아오야마 카츠지가 담당했다. 판매량은 일본에서 출시 첫 주에 10만 장, 2006년 말까지 28만 장 이상을 기록해 준수한 성적을 거뒀다. 평단에선 미려한 그래픽과 특색있는 음악을 강점으로 꼽았으나, 빈약한 이야기와 반복적인 전투에 대해 부정적인 반응을 보였다.

## 게임플레이
《칠드런 오브 마나》의 플레이어 캐릭터는 각각 마법을 사용할 때의 피해량, 공격속도, 체력 및 마나량에 차이가 있다.

## 반응
《성검전설 DS: 칠드런 오브 마나》는 일본서 출시 당시 3월 2일부터 3월 5일까지 첫 3일동안 10만 3천 장 가량의 판매량을 기록해 기대 이하의 성적을 거뒀는데, 닌텐도 DS 보급 부족이 그 원인으로 추정된다. 엔터브레인에 따르면 2006년 말까지 판매량이 약 28만 1천 장을 기록했다고 한다.

## 내용주
1. ↑  일본어: 聖剣伝説DS チルドレンオブマナ
2. ↑  영어: Children of Mana